# Çetin Tekindor
Çetin Tekindor (Sivas, Turska, 16. srpnja 1945.) turski je kazališni, televizijski i filmski glumac. Tijekom svoje duge karijere glumio je u brojnim filmovima i televizijskim serijama. Poznat je po ulozi İhsana Kozcuoğlua u turskoj televizijskoj seriji Asi.

## Filmografija
| Godina        | Naslov                                 | Uloga               | Vrsta                   |
| ------------- | -------------------------------------- | ------------------- | ----------------------- |
| 2022 – 2024.  | Zlatni kavez                           | Halis Korhan        | televizijska serija     |
| 2018.         | Mehmed: Bir Cihan Fatihi               | Çandarlı Halil Paşa | televizijska serija     |
| 2017.         | Ayla                                   | Süleyman Dilbirligi | film                    |
| 2017.         | Babam                                  | Yusuf Tunalı        | film                    |
| 2016. – 2017. | İçerde                                 | Celal Duman         | televizijska serija     |
| 2012. – 2015. | Karadayı                               | Nazif Kara          | televizijska serija     |
| 2011.         | Bir Çocuk Sevdim                       | Turan Şenoğlu       | televizijska serija     |
| 2011.         | Dedemin İnsanları                      | Mehmet Bey          | film                    |
| 2010.         | Av mevsimi                             | Battal              | film                    |
| 2007. – 2009. | Asi                                    | İhsan Kozcuoğlu     | televizijska serija     |
| 2008.         | Ulak                                   | Zekeriya            | film                    |
| 2006.         | Rüya gibi                              | Adil Güven Öztürk   | televizijska miniserija |
| 2006.         | İlk Aşk                                | Asaf                | film                    |
| 2006.         | Anadolu kaplanı                        | Osman               | televizijska miniserija |
| 2006.         | Kabuslar Evi: Hayal-i cihan            | Haluk               | film                    |
| 2005.         | Ödünç Hayat                            | Edip                | televizijska miniserija |
| 2005.         | Babam ve Oğlum                         | Hüseyin             | film                    |
| 2005.         | 1st Annual Primetime Beyaz Inci Awards | -                   | film                    |
| 2005.         | Anlat İstanbul                         | İhsan               | film                    |
| 2004.         | Bir İstanbul Masalı                    | Ömer Arhan          | televizijska serija     |
| 2004.         | Şeytan Ayrıntıda Gizlidir              | Nevzat              | televizijska miniserija |
| 2003.         | Çaylak                                 | Fuat                | televizijska miniserija |
| 2003.         | Karşılaşma                             | Mahmut              | film                    |
| 2002.         | Üzgünüm Leyla                          | Nihat               | televizijska miniserija |
| 2001.         | Tutku Çemberi                          | -                   | film                    |
| 1999.         | Yilan Hikayesi                         | Kral                | televizijska serija     |
| 1988.         | Kaçamak                                | Orhan               | film                    |
| 1988.         | Dönemeç                                | -                   | televizijska miniserija |
| 1983.         | Küçük Ağa                              | Küçük ağa           | televizijska miniserija |
| 1977.         | Sirça Kümes                            | Tom Wingfield       | film                    |